# Campionat Sud-americà de futbol de 1955
El Campionat sud-americà de futbol de 1955 es disputà a Xile i fou guanyat per Argentina amb Xile com a finalista.
Brasil, Bolívia, i Colòmbia abandonaren la competició.
Rodolfo Micheli de l'Argentina esdevingué màxim golejador amb 8 gols.

## Estadis
| Santiago                  |
| ------------------------- |
| Estadio Nacional de Chile |
| Capacitat: 70.000         |
|                           |

## Ronda final
| Equip     | PJ | PG | PE | PP | GF | GC | DG  | Pts |
| --------- | -- | -- | -- | -- | -- | -- | --- | --- |
| Argentina | 5  | 4  | 1  | 0  | 18 | 6  | +12 | 9   |
| Xile      | 5  | 3  | 1  | 1  | 19 | 8  | +11 | 7   |
| Perú      | 5  | 2  | 2  | 1  | 13 | 11 | +2  | 6   |
| Uruguai   | 5  | 2  | 1  | 2  | 12 | 12 | 0   | 5   |
| Paraguai  | 5  | 1  | 1  | 3  | 7  | 14 | −7  | 3   |
| Equador   | 5  | 0  | 0  | 5  | 4  | 22 | −18 | 0   |

| Xile                                                                                              | 7–1 | Equador                    |
| ------------------------------------------------------------------------------------------------- | --- | -------------------------- |
| Enrique Hormazábal 27', 47', 53' · Díaz Zambrano 31', 35' · René Meléndez 33' · Jorge Robledo 55' |     | Washington Villacreses 64' |

| Argentina                                                   | 5–3 | Paraguai                                                        |
| ----------------------------------------------------------- | --- | --------------------------------------------------------------- |
| Rodolfo Micheli 5', 18' (pen.), 64', 83' · José Borello 74' |     | Máximo Rolón 13' · Eulogio Martínez 47' · Salvador Villalba 89' |

| Xile                                                                                  | 5–4 | Perú                                                                                            |
| ------------------------------------------------------------------------------------- | --- | ----------------------------------------------------------------------------------------------- |
| Manuel Muñoz 9' · Jorge Robledo 13', 57' · Enrique Hormazábal 52' · Ramírez Banda 84' |     | Félix Castillo 35' · Guillermo Barbadillo 62' · Cornelio Heredia 63' (pen.) · Gómez Sánchez 83' |

| Uruguai                                                       | 3–1 | Paraguai         |
| ------------------------------------------------------------- | --- | ---------------- |
| Carlos Borges 2' · Julio Abbadie 5' · Óscar Míguez 86' (pen.) |     | Máximo Rolón 23' |

| Argentina                                                                         | 4–0 | Equador |
| --------------------------------------------------------------------------------- | --- | ------- |
| Ricardo Bonelli 11' · Ernesto Grillo 24' · Rodolfo Micheli 28' · José Borello 71' |     |         |

| Perú                                                              | 4–2 | Equador                |
| ----------------------------------------------------------------- | --- | ---------------------- |
| Gómez Sánchez 11', 15' · Honorato Gonzabay 29' (p.p.), 88' (p.p.) |     | Isidro Matute 34', 61' |

| Xile                                      | 2–2 | Uruguai                 |
| ----------------------------------------- | --- | ----------------------- |
| Manuel Muñoz 30' · Enrique Hormazábal 72' |     | Américo Galván 24', 41' |

| Paraguai                     | 2–0 | Equador |
| ---------------------------- | --- | ------- |
| Máximo Rolón 16', 32' (pen.) |     |         |

| Argentina                                | 2–2 | Perú                   |
| ---------------------------------------- | --- | ---------------------- |
| Ernesto Grillo 7' · Carlos Cecconato 41' |     | Gómez Sánchez 23', 57' |

| Xile                                                                    | 5–0 | Paraguai |
| ----------------------------------------------------------------------- | --- | -------- |
| René Meléndez 10', 52' · Manuel Muñoz 77', 79' · Enrique Hormazábal 82' |     |          |

| Perú              | 1–1 | Paraguai         |
| ----------------- | --- | ---------------- |
| Alberto Terry 33' |     | Máximo Rolón 65' |

| Uruguai                                                                         | 5–1 | Equador           |
| ------------------------------------------------------------------------------- | --- | ----------------- |
| Américo Galván 4' · Óscar Míguez 12' · Julio Abbadie 26', 80' · Julio Pérez 54' |     | Isidro Matute 36' |

| Argentina                                                                 | 6–1 | Uruguai          |
| ------------------------------------------------------------------------- | --- | ---------------- |
| Rodolfo Micheli 37', 61' · Ángel Labruna 39', 71', 87' · José Borello 76' |     | Óscar Míguez 32' |

| Perú                                     | 2–1 | Uruguai          |
| ---------------------------------------- | --- | ---------------- |
| Roberto Castillo 11' · Gómez Sánchez 68' |     | Walter Morel 72' |

| Argentina           | 1–0 | Xile |
| ------------------- | --- | ---- |
| Rodolfo Micheli 59' |     |      |

## Resultat
| Campionat Sud-americà 1955 |
| -------------------------- |
|                            |
| Argentina Desè títol       |

## Golejadors
8 gols
- Rodolfo Micheli

6 gols
- Enrique Hormazabal
- Gómez Sánchez

5 gols
- Maximo Rolón

4 gols
- Manuel Muñoz

3 gols
- José Borello
- Ángel Labruna
- Jorge Robledo
- René Meléndez
- Isidro Matute
- Julio Abbadie
- Américo Galván
- Óscar Míguez

2 gols
- Ernesto Grillo
- Guillermo Díaz Zambrano

1 gol
- Ricardo Bonelli
- Carlos Cecconato
- Jaime Ramírez Banda
- Washington Villacreses
- Eulogio Martínez
- Salvador Villalba
- Guillermo Barbadillo
- Félix Castillo
- Cornelio Heredia
- Roberto Castillo
- Alberto Terry
- Carlos Borges
- Julio Pérez
- Walter Morel

Pròpia porta
- Honorato Gonzabay (2 per Perú)